# 痞客邦
痞客邦（英語：PIXNET），是提供部落格、網路相簿等自媒體網路平台服務的網路社群平台，於2003年由當時國立交通大學的學生曾皇霖與劉昊恩創立，目前則由城邦媒體控股集團的子公司優像數位媒體科技股份有限公司經營。

## 歷史
- 2003年，當時就讀國立交通大學工業工程系4年級的曾皇霖，因為興趣與喜好部落格的好友要求下，與同校外文系2年級的劉昊恩利用學校頻寬等資源創立PIXNET。
- 2004年12月，PIXNET拓展至部落格服務。
- 2006年4月，隨著會員人數快速成長至二、三十萬，曾皇霖等人將PIXNET轉型為商業網站，收取相關費用。
- 2007年3月12日，曾皇霖為城邦媒體控股集團入股增資PIXNET，提出「四不一沒有，初衷不變」等聲明書。2007年3月20日，PIXNET正式召開記者會，宣布城邦媒體控股集團以新臺幣一億餘元入股增資PIXNET，另方面也正式公布PIXNET的中文名稱「痞客邦」[1][2]。
- 2007年8月，痞客邦痞客模板及新頻道等新功能正式開放上線。
- 2013年，痞客邦超越無名小站，成為台灣最大的部落格網站。
- 2014年3月11日，痞客邦三個頻道「娛樂丸」、「電影圈」、「痞一物」結束營運[3]。
- 2014年5月7日，痞客邦公告，為因應Google宣布將停止所有企業ISP業者的免費帳號服務，本日起不再受理新啟用痞客邦Gmail信箱（@pixnet.net），2014年7月1日正式終止提供痞客邦Google Apps服務[4]。
- 2014年6月5日，痞客邦結合部落格與網路購物的平台「痞市集」正式上線[5]。
- 2015年痞客邦首度轉虧為盈，並於2016年賺逾一個資本額[6][7]。
- 2015年，PIXNET 推出美妝時尚網站 PIXstyleMe，痞客邦部落客可以申請成為 PIXstyleMe 共筆作者，將部落格文章同步發表於 PIXstyleMe。
- 2016年，痞客邦的Alexa排名首度超越Google，躍居台灣第一。
- 2017年，痞客邦推出「蓋版廣告自主計畫」，部落客可於部落格後台自行勾選開啟或關閉部落格的蓋版廣告[8]。
- 2018年5月，痞客邦推出「興趣牆」取代既有部落格首頁，並結合邦邦、部落格服務，宣布全新痞客邦上線[9]。
- 2018年6月，痞客邦推出「痞客邦個人媒體聯盟」[10]。
- 2019年，痞客邦App上線[11]。
- 2021年，因應Covid-19疫情重創餐飲業，痞客邦推出「外帶搜尋小幫手」，以及「一人一文挺餐飲」活動，號召部落客自主撰文介紹提供外帶服務的餐廳[12][13]。

## 一般會員服務
痞客邦提供目前已有之功能，包含部落格、網路相簿、名片、邦邦，部落客亦可於痞客邦應用市集安裝更多免費或者付費功能。

## 客服服務
痞客邦提供PIXNET-服務專區，使使用者回報問題、提供意見反應所在，另外亦有其他使用者交流區等服務。2009年5月，隨著痞客邦PIXNET服務中心上線後，登入後連結取消，使使用者不易找尋，但在公告部落格中還是看的見服務專區連結。

## 爭議事件
- 2008年7月，陸續為8月11日停機上線新後台開放測試。但在8月11日上線新後台後，各種Bug、沒有事先預告變更網址及部落格迴響方式變更等問題，引發網友在服務專區砲轟，但也有熱心網友串連收集Bug提供站長們維修。這次的新後台上線問題也讓痞客邦流失不少會員。
- 2013年5月，實行「部落格廣告分潤計劃」（MIB，Money In Blog），強制在部落格側欄的最上方放上痞客邦提供的廣告，雖稱為共享廣告利潤卻沒說明分配比例，也無法讓部落客自行決定是否參與，若要去除廣告則必須購買「無廣告應用程式」，但使用此應用程式時部落格也不能放上其他廣告聯播服務。這次的舉動被眾多網友砲轟，譏笑是「Only Money In Blog」，更引發許多會員發起「我們拒當血汗部落格（客）」的串聯活動，流失了不少高人氣部落客[14][15]。

## 中國大陸封鎖
依據GreatFire測試，其網站在中國大陸被當局的網墻封鎖，即當地網民無法正常訪問該網站。HTTP連結自2012年3月或更早起遭受封鎖至今，HTTPS連結於2014年中或更早起、2016年6月至2017年7月、2019年9月起遭受封鎖至今。

## 外部連結
- 痞客邦 （页面存档备份，存于）